# Louisproutia pallescens
Louisproutia pallescens là một loài bướm đêm trong họ Geometridae.